# Lawrence Brownlee

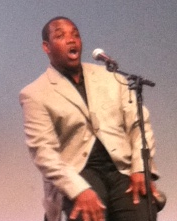
Lawrence Brownlee (2013)

Lawrence Brownlee (* 24. November 1972 in Youngstown, Ohio) ist ein US-amerikanischer Opernsänger (Tenor).

## Jugend und Ausbildung
Brownlee wuchs in einer Arbeiterfamilie auf, hatte eine sehr musikalische Kindheit, spielte Trompete, Gitarre und Schlagzeug und sang in einem Gospelchor. Seine ersten Auftritte hatte er mit Pop- und Show-Melodien in einem Vergnügungspark in Sandusky. Brownlee machte seinen Bachelor-Abschluss an der Anderson University in Indiana und besuchte die Indiana University Jacobs School of Music im Rahmen seines Graduiertenstudiums. Hier studierte er bei der Sopranistin Costanza Cuccaro.

## Karriere
Lawrence Brownlees professionelles Bühnendebüt fand 2002 als Almaviva in Gioachino Rossinis Il barbiere di Siviglia an der Virginia Opera statt. Sein Debüt an der Metropolitan Opera in New York City hatte er in einer neuen Produktion dieser Oper im Jahr 2007. Die Rolle des Grafen Almaviva ist inzwischen eine seiner bekanntesten und berühmtesten geworden, mit Auftritten in Wien, Mailand, Berlin, Madrid, Dresden, München, Baden-Baden, Hamburg, Tokio, New York City, Washington, D.C., San Diego, Seattle und Boston. Zu seinen Karrierehöhepunkten zählen dabei die Auftritte an der Wiener Staatsoper, der Boston Lyric Opera und dem Teatro Real in Madrid.

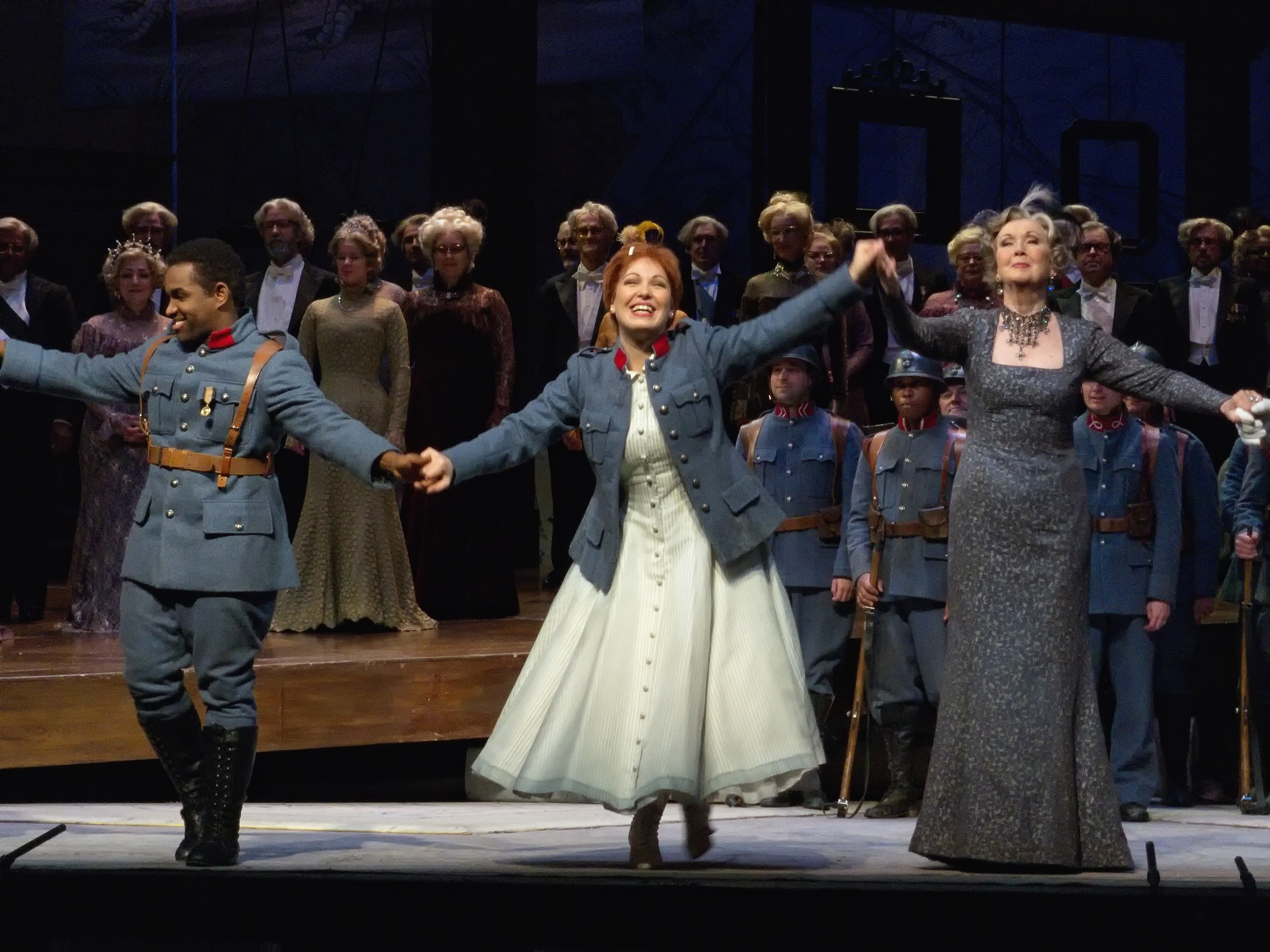
Lawrence Brownlee (als Tonio), Nino Machaidze (als Marie) und Ann Murray (als Marquise of Berkenfield) in La fille du régiment von Gaetano Donizettis an der Metropolitan Opera am 24. Dezember 2011

Brownlee trat in Rossinis L’italiana in Algeri und La Cenerentola an der Mailänder Scala, als Belfiore in Rossinis Il viaggio a Reims in Brüssel und als Tonio in Gaetano Donizettis La fille du régiment an der Cincinnati Opera auf. Er wurde, neben Renée Fleming, auch in Rossinis Armida und in der berühmten und herausfordernden Rolle des Tonio in La fille du régiment und als Arturo in Vincenzo Bellinis I puritani an der Metropolitan Opera gefeiert.
Im Jahr 2014 wurden Lawrence Brownlee, Juan Diego Flórez und Javier Camarena als „Die drei Tenöre“ bezeichnet, die „ein neues goldenes Zeitalter der hohen Männerstimmen“ repräsentieren.
In Konzerten hat Brownlee beim Houston Symphony Orchestra und der San Francisco Symphony in Georg Friedrich Händels Messiah mitgewirkt. Er gab Rezitals unter der Schirmherrschaft der Marilyn Horne Foundation und wurde in einem der Gala-Konzerte dieser Stiftung im Lincoln Center vorgestellt. Im Mai 2010 gab Brownlee ein Konzert mit der Mezzosopranistin Denyce Graves im United States Supreme Court Building für die Richter am Obersten Gerichtshof der Vereinigten Staaten. Sein Album Spiritual Sketches, mit neuen Arrangements traditioneller Musik, hat er mit Damien Sneed in Liederabenden vorgestellt, unter anderem für ein NPR Tiny Desk Concert.
Abweichend von seinem üblichen Repertoire sang er am 3. Mai 2005 im Royal Opera House in London die Rolle des Syme in Lorin Maazels Oper 1984. Im Jahr 2015 spielte er die Rolle des Charlie Parker in der Premiere von Daniel Schnyders Oper Yardbird an der Opera Philadelphia. Im Jahr 2018 brachte Brownlee Cycles of My Being zur Uraufführung, ein Auftragswerk der Opera Philadelphia, der Lyric Opera of Chicago und der Carnegie Hall, komponiert von Tyshawn Sorey und mit Gedichten von Terrance Hayes. Dieser Liederzyklus dreht sich um die Frage, was es bedeutet, heute als Schwarzer in Amerika zu leben.
Das Album Rising von Lawrence Brownlee wurde 2023 von The New York Times zu einem der „Best Classical Music Albums of 2024“ gewählt und erhielt bei den Grammy Awards 2024 eine Nominierung als bestes klassisches Sologesangsalbum (Best Classical Solo Vocal Album).
Brownlee ist insbesondere für sein Belcanto-Repertoire bekannt. Speight Jenkins, Generaldirektor der Seattle Opera, meint: „Es gibt andere Sänger, die dieses Repertorium sehr gut singen, aber ich glaube nicht, dass irgend jemand einen schöneren Klang und einen runderen Ton hat“. Mezzosopranistin Joyce DiDonato fügt hinzu: „Er ist immer im Dienst der Musik. Seine Stimme ist einfach unglaublich schön. Das Wort ‚Honig‘ kommt mir in den Sinn.“

## Auszeichnungen
- 2001: Gewinner der Metropolitan Opera National Council Auditions[2]
- 2003: ARIA Award[6]
- 2006: Gewinner des Richard Tucker Award[2]
- 2006: Gewinner des Marian Anderson Award[2]
- 2007: Gewinner des Alter Award for Artistic Excellence der Opera Company of Philadelphia’s[6]
- 2008: Seattle Opera’s Artist of the Year für seine Interpretation des Arturo in Bellinis I puritani[6]
- 2017: Auszeichnung als „Bester Sänger“ bei den International Opera Awards 2017
- 2021: Auszeichnung mit dem Opera News Award[11]
- 2023: erster Empfänger des Denyce Graves Award[12]

## Aufnahmen
- Spiritual Sketches – Lawrence Brownlee, Damien Sneed. Label: LeChateau Earl Records B00DE0SZ96
- The Heart That Flutters – Lawrence Brownlee, Iain Burnside. Label: Opus Arte B00CK1PAJS
- Virtuoso Rossini Arias – Lawrence Brownlee, Constantine Orbelian, Kaunas City Symphony. Label: Delos B00IL85VR0
- Maazel: 1984 – Simon Keenlyside, Nancy Gustafson, Richard Margison, Diana Damrau, Lawrence Brownlee; Orchester & Chor des Royal Opera House, Covent Garden, Lorin Maazel (Dirigent). Label: Decca DVD 074 3289
- Orff: Carmina Burana – Sally Matthews (Sopran), Lawrence Brownlee (Tenor), Christian Gerhaher (Bariton); Berliner Philharmoniker; Simon Rattle (Dirigent). Label: EMI Classics CD 57888/EuroArts/Opus Arte DVD, EUA 2053678
- Italian Songs (Schubert, Verdi, Donizetti, Bellini, and Rossini) – Lawrence Brownlee (Tenor), Martin Katz (Piano). Label EMI Classics CD 86503
- Mayr: Medea in Corinto – Elzbieta Szmytka, Evelyn Pollock, Lawrence Brownlee, Mark Milhofer, Wojtek Gierlach; Figerete Ymeraj, Andrés de Castillo, Carlos Petruzziello; Chor und Orchester des Theater St. Gallen; David Stern (Dirigent). Label: OEHMS Classics OC 933
- Rossini: Armida – Renée Fleming, Lawrence Brownlee, John Osborn, Barry Banks, Kobie van Rensburg, Yegishe Manucharyan, Keith Miller; Chorus and Orchestra of the Metropolitan Opera; Riccardo Frizza (Dirigent). Label: Decca DVD 074.3416
- Rossini: Il barbiere di Siviglia – Elīna Garanča, Lawrence Brownlee, Giovanna Donadini, Nathan Gunn, Roberto Accurso, Bruno de Simone, Kristinn Sigmundsson; Münchner Rundfunkorchester; Chor des Bayerischen Rundfunks; Miguel Gómez-Martínez (Dirigent). Label: Sony/BMG 822876 80429 2
- Rossini: La Cenerentola – Rachelle Durkin, Elīna Garanča, Lawrence Brownlee, Patricia Risley, Simone Alberghini, Alessandro Corbelli, John Relyea; Chor und Orchester der Metropolitan Opera; Maurizio Benini (Dirigent). Label: Deutsche Grammophon DVD 073 4577
- Rossini: L'italiana in Algeri – Ruth Gonzalez, Marianna Pizzolato, Elsa Giannoulidou, Lawrence Brownlee, Bruno de Simone, Lorenzo Regazzo, Giulio Mastrototaro; Rossini in Wildbad Festival, Virtuosi Brunensis; Transylvania State Philharmonic Choir; Alberto Zedda (Dirigent). Label: Naxos 8.660284-85
- Rossini: Stabat Mater – Anna Netrebko (Sopran), Joyce DiDonato (Mezzosopran), Lawrence Brownlee (Tenor), Ildebrando d’Arcangelo (Bass); Accademia Nazionale di Santa Cecilia; Antonio Pappano (Dirigent). Label: EMI Classics 5099964052922
- Rossini Songs (Il Salotto – Volume 13) – Mireille Delunsch, Jennifer Larmore, Catherine Wyn-Rogers, Mark Wilde, Lawrence Brownlee, Brindley Sherratt; Malcolm Martineau (Piano). Label: Opera Rara ORR247
- Operngala 16, Festliche Operagala für die AIDS-Stiftung – Simone Kermes, Ailyn Pérez, Petra-Maria Schnitzer, Lawrence Brownlee, Ketevan Kemoklidze, Renata Pokupić, Peter Seiffert, Michael Volle; Chor und Orchester der Deutschen Oper Berlin; Andriy Yurkevych (Dirigent). Label: Naxos 8.551233
- Colbran, The Muse – Joyce DiDonato (Mezzosopran), Lawrence Brownlee (Tenor); Orchestra e Coro dell'Accademia Nazionale de Santa Cecilia; Edoardo Müller (Dirigent). Label: Virgin Classics 945790 6
- Rising – Lawrence Brownlee (Tenor) Kevin J. Miller (Klavier). Label: Warner[13]